# Bitwa pod Jarnac
Bitwa pod Jarnac – starcie zbrojne, które miało miejsce 13 marca 1569 roku. Była to jedna z bitew wojny religijnej między katolickimi siłami królewskimi a hugenotami, których finansował gdańszczanin Reinhold von Krockow (został w bitwie ranny) a dowodził Ludwik I Burbon-Condé, zabity już po poddaniu się (jego ciało było obwożone po Jarnac na grzbiecie osła, czemu wtórowały okrzyki zachwytu katolików).
Spotkanie wrogich sił nastąpiło pod miejscowością Jarnac między prawym brzegiem rzeki Charente i drogą łączącą Angoulême i Cognac. Marszałek Gaspard de Tavannes, dowódca kawalerii, przekroczył, na czele zaledwie 300 konnych, Charente po moście w Châteauneuf-sur-Charente i – uderzając niespodziewanie od południa – pokonał siły hugenockie. Hugenoci próbowali bronić się jeszcze pod Triac, gdzie zostali ostatecznie pokonani, a ich przywódcy schwytani i straceni. Jednak znaczna część armii hugenotów, pod wodzą Gasparda de Coligny, zdołała ujść.
Należy odnotować, że uczestnikiem starcia po stronie hugenotów był ochotnik z Anglii, nastoletni Walter Raleigh, zaś po stronie katolików Wolfgang Wittelsbach – książę Palatynatu–Zweibrücken.

## Następstwa
25 czerwca obie armie spotkały się ponownie podczas bitwy pod La Roche-l’Abeille, która skończyła się zwycięstwem protestantów. Z kolei Bitwa pod Moncontour w październiku tego samego roku przyniosła decydujące zwycięstwo katolikom.
Propaganda królewska przypisywała zwycięstwo pod Jarnac (i pod Moncontour) bratu królewskiemu Henrykowi d'Anjou, jednak faktycznie siłami katolickimi dowodził marszałek de Tavannes.